# Нови фосили
Нови фосили су југословенска и хрватска поп рок група, која је била веома популарна за време бивше Југославије.

## Историјат
Основани су 1969. године у загребачкој посластичарници Јунферици која се налазила у улици Николе Тесле. На том састанку Слободан Момчиловић и Маринко Колнаго су се шалили да су за оснивање новог бенда стари као фосили. У исто време са друге стране шанка прислушкивао их је Арсен Дедић, који им је у једном тренутку добацио: „Па назовите се онда Нови фосили”. Тако је Арсен постао кум бенда. У почетку бенд је имао мушку поставу и није остварио значајније успехе.
Своје прве дискографске успехе су забележили 1976. године доласком певачице Ђурђице Милићевић. Неколико месеци касније бенду се придружују Рајко Дујмић а убрзо и Владимир Кочиш. Те године су учествовали и на сплитском фестивалу са песмом Диридонда, коју је компоновао Зденко Руњић. Убрзо након тога, Дујмић почиње да компонује музику за Нове фосиле, па је група имала запажене наступе и награде и на фестивалима у Дрездену и Братислави.
Група је постала популарна на подручју тадашње Југославије, а на концертима су наступали искључиво са сопственим песмама које је углавном компоновао Дујмић. У том периоду је изашло око 15 сингл плоча и 6 ЛП плоча, на којима су најпопуларније песме биле: Да те не волим, Реци ми тихо, Саша, Шути мој дјечаче плави, Сања, Плава кошуља. У том периоду група је имала турнеје по тадашњем Совјетском Савезу, Америци, Канади и неким земљама Европе.
Године 1983. дотадашњу певачицу је заменила Сања Долежал, а 1985. године уместо Слободана Момчиловића који је те године изненадна преминуо, на његово место долази Ненад Шарић. Ова постава реализовала је неколико ЛП плоча и од тада започиње вртоглави успех групе.
Године 1986. Нови фосили су добили и награду публике, односно 3. награду стручног жирија на Међународном фестивалу у Дрездену. Плоча За добра стара времена добила је Гран при ЈРТ-а као као најбоља у категорији поп музике у 1986. години.
Године 1987. Нови фосили су представљали Југославију на Песми Евровизије са песмом Ја сам за плес и освојили четврто место. Сингл са песмом објављен је у девет европских земаља.
Тадашња постава групе службено се разишла 1991. године. Рајко Дујмић и Маринко Колнаго су у измењеном саставу, са две певачице, наступали све до октобра 2001. године, када се група разишла након 30 година постојања. 
Стари састав, који је 1991. престао са радом, окупио се поново 2005. године на концерту у Загребу. Наступали су до априла 2012. године. Након изненадне смрти бубњара Ненада Шарића, преостали чланови групе су наставили са радом. Рајко Дујмић преминуо је шест дана након саобраћајне несреће 4. августа 2020. у Ријеци. Бенд је и даље наставио са радом у трочланом саставу. Преостали оснивач бенда Маринко Колнаго преминуо је 30. марта 2025. године.

## Дискографија
Албуми:
- 1974 — Нови фосили
- 1978 — Да те не волим
- 1980 — Недовршене приче
- 1981 — Буди увек близу
- 1981 — Хитови са сингл плоча
- 1982 — За децу и одрасле
- 1983 — После свега
- 1983 — Волим те од 9 до 2 (и други велики хитови)
- 1985 — Твоје и моје године
- 1986 — За добра стара времена
- 1987 — Дете среће
- 1987 — Позив на плес
- 1988 — Небеске кочије
- 1989 — Обриши сузе, генерацијо
- 1991 — Деца љубави
- 1993 — Најбоље године (компилација)
- 1995 — Друге године
- 1996 — Беле сузе падају на град
- 1998 — Причај ми о љубави
- 1998 — Љубав која нема краја (компилација)
- 1999 — Јесен
- 2001 — За добра стара времена (компилација) /са Сребрним Крилима/
- 2005 — За добра стара времена (компилација)

## Фестивали
- Не оплакуј нас љубави (вокал Ђурђица Барловић), '79
- Никад више старо вино (вокал Ђурђица Барловић), '80
- Саша / Чујеш ли ме јел' ти драго / Шути, мој дјечаче плави (Гости ревијалног дела фестивала, вокал Ђурђица Барловић), '82

Опатија:
- Склопи очи (вокал Ђурђица Барловић), '79, победничка песма
- Најдраже моје (вокал Ђурђица Барловић), '80, победничка песма
- Дора, Опатија - Spray, '96
- Дора, Опатија - Вријеме, '97
- Дора, Опатија - Причај ми о љубави, '98
- Дора, Опатија - Таква љубав, 2001

Београдско пролеће:
- Мој свијет без тебе (вокал Ђурђица Барловић), '79

Сплит:
- Младост мога града (вокал Славомир Цвија), '71
- Плови мала барка (вокал Славомир Цвија), '76
- Диридонда (вокал Ђурђица Барловић), '77
- Нека вали гинголају своје барке(вокал Ђурђица Барловић) , '78, прва награда стручног жирија
- Долазе људи Медитерана (Песме Медитеранских игара Сплита, МИС-а, вокал Ђурђица Барловић)), '78
- Реци ми тихо, тихо (вокал Ђурђица Барловић), '79
- Чујеш ли ме, јел' ти драго(вокал Ђурђица Барловић), '80, прва награда стручног жирија
- Гдје су она обећања(вокал Ђурђица Барловић), '81
- Не буди ме мати (Вече далматинских шансона, вокал Ђурђица Барловић)), '81
- Никад' више, мала (Ауторко вече Зденка Руњића, вокал Сања Долежал ), '86
- Марина из моје улице, '96
- Твоје плаве косе, '98
- Реци ми тихо, тихо / Ти си чудо (Гости ревијалног дела фестивала, вокал Сања Долежал), 2011

Мелодије хрватског Јадрана, Сплит:
- Тајно мјесто', '96
- Једна душа, '99

Загреб:
- Не желим знати (вокал Славомир Цвија), '71
- Ти још не знаш (вокал Славомир Цвија), '72
- Рука руку мије, '73
- Тко високо диже нос(вокал Ђурђица Барловић), '77
- Да те не волим (вокал Ђурђица Барловић), '78
- Тајна (вокал Ђурђица Барловић), '79, друго место
- Немаш више времена за мене (вокал Ђурђица Барловић), '80, прва награда публике и победничка песма
- Балада за старога (вокал Ђурђица Барловић), '80, прва награда публике и победничка песма (Вече револуционарне и родољубиве песме)
- Кад будемо ја и ти 63 (вокал Сања Долежал), '90, победничка песма
- Заборави, '97
- Дај ми минуту, '99

Југословенски избор за Евросонг:
- Око моје (вокал Ђурђица Барловић), Београд '81, друго место
- Викенд тата, викенд мама (вокал Ђурђица Барловић), Љубљана '82, четврто место
- Волим те од 9 до 2 (вокал Ђурђица Барловић), Нови Сад '83, друго место
- Boby No.1 (вокал Сања Долежал), Приштина '86, друго место
- Ја сам за плес (вокал Сања Долежал), победничка песма, Београд '87 / Евровизија '87, четврто место

Крапина:
- Вудримо дечки (вокал Славомир Цвија), '73
- Так, так, так је то (дует са Ивицом Шерфезијем, вокал Славомир Цвија), '75
- В ситне вуре пехарчек светли (вокал Ђурђица Барловић), '78

Славонија, Пожега:
- Оде дрмеш, дође рок (вокал Ђурђица Барловић), '78
- То ти је парада (вокал Ђурђица Барловић), '79

Златне жице Славоније, Пожега:
- Поља, 2000

Скопље:
- Девојче Македонче (вокал Ђурђица Барловић), '78

Цавтат, Карневал фест:
- Ли ла ло (вокал Ђурђица Барловић), '80
- Ја сам шеф (вокал Ђурђица Барловић), '82

Дубровник:
- У удруженом раду, љубим цуру младу (вокал Сања Долежал), '89

Етнофест, Неум:
- Рожица сем била, '96
- Вупрем очи,'97
- Свирајте нам музикаши, '98
- Јесен је, '99

Осфест, Осијек:
- Јесам ли та, '96

Мелодије Мостара, Мостар:
- Сјевер - југ, '97
- Кућа пуна среће, 2001

Задар:
- Није ми свеједно, '96
- Гурам, '98

Међународни фестивал Форте, Сарајево:
- Поздравимо се, '99

Хрватски радијски фестивал:
- Пријатељи заувијек, '98
- Фалиш ми (Вече легенди), 2001